# Fäbodtjärnen (Skogs socken, Hälsingland, 677498-157112)
Fäbodtjärnen är en sjö i Söderhamns kommun i Hälsingland och ingår i Ljusnan-Skärjåns kustområde.